# Kirkaig

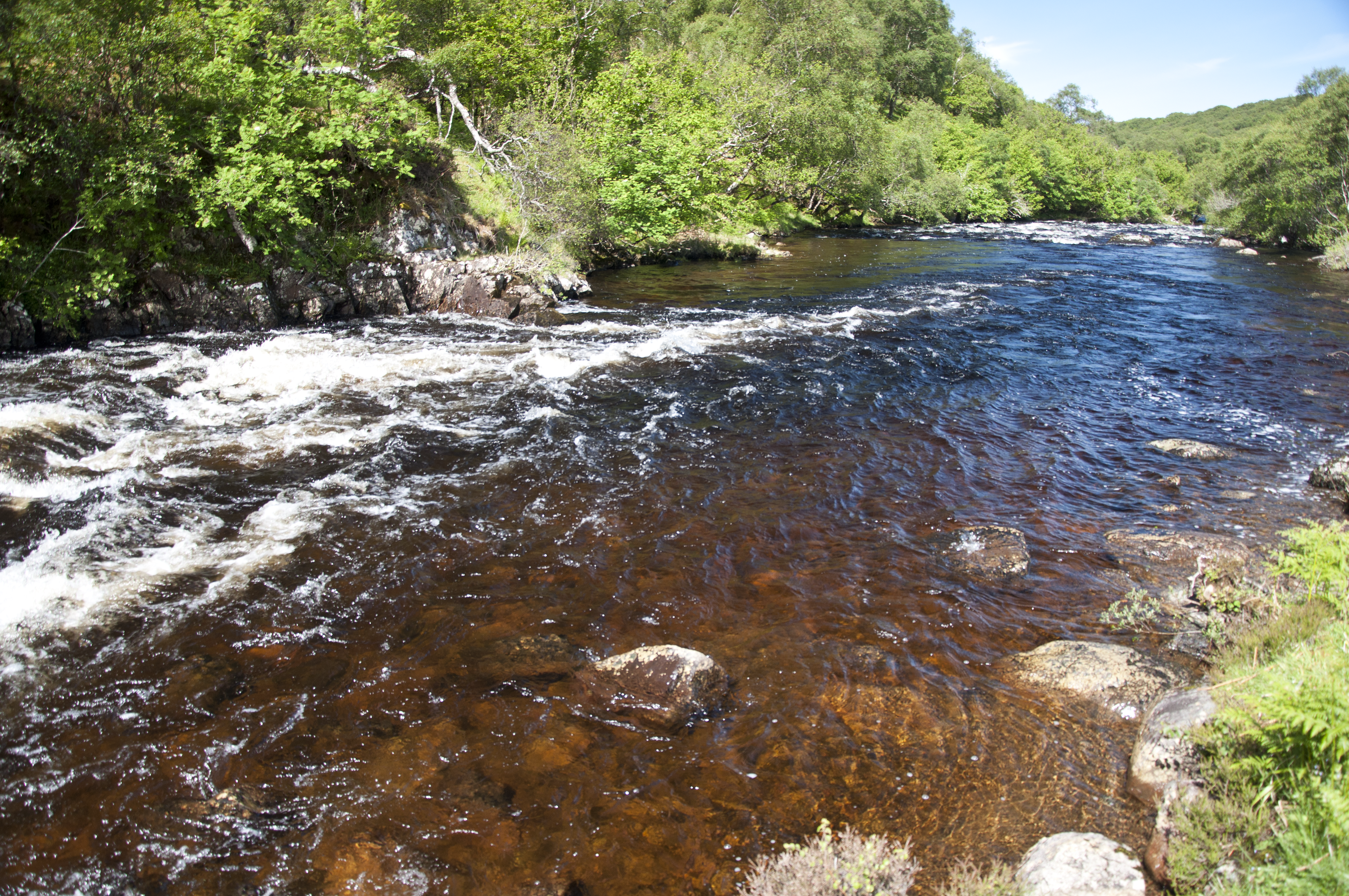
De rivier Kirkaig

De Kirkaig is een rivier in Sutherland, Schotland. De Kirkaig stroomt vlak bij het dorp Inverkirkaig in de Atlantische Oceaan. De waterval Falls of Kirkaig op de rivier, vormt een onoverbrugbare barrière voor de Atlantische zalm. 
Kirkaig is afgeleid van een Oudnoords woord dat plaats waar de kerk staat betekent. De vallei waardoor de rivier vloeit met zijn waterval is 3 miljard jaar geleden gevormd en bestaat voor het grootste deel uit gneis. De waterval zelf ontstond toen een vulkanische intrusie het gneis doorsneed en een harde muur van gesteente opwierp in de loop van de rivier.
De Kirkaig stroomt uit het Fionn Loch dat vlak bij de berg Suilven ligt.